# Луисвил (Северна Каролина)
Луисвил (енгл. Lewisville) град је у америчкој савезној држави Северна Каролина.

## Демографија
По попису из 2010. године број становника је 12.639, што је 3.813 (43,2%) становника више него 2000. године.
| Група             | 2000.         | 2010.          |
| Белци             | 8.160 (92,5%) | 11.162 (88,3%) |
| Афроамериканци    | 370 (4,2%)    | 635 (5,0%)     |
| Азијати           | 118 (1,3%)    | 215 (1,7%)     |
| Хиспаноамериканци | 109 (1,2%)    | 429 (3,4%)     |
| Укупно            | 8.826         | 12.639         |